# 壬生義士伝
『壬生義士伝』（みぶぎしでん）は、浅田次郎による日本の歴史小説。

## 概要
南部地方盛岡藩の脱藩浪士で新選組隊士の吉村貫一郎を題材とした時代小説である。足軽身分で貧困ゆえ脱藩して新選組に入隊。守銭奴や出稼ぎ浪人などと呼ばれながらも近藤勇、土方歳三、斎藤一、沖田総司など新選組の名だたる隊士が一目おいた田舎侍・吉村貫一郎が繰り広げる人としての義、家族への愛、友との友情という人間ドラマを描いた作品で、2000年に第13回柴田錬三郎賞を受賞した。
浅田次郎にとっては初の時代小説で、綿密に取材を重ねて執筆した作品である。原型となったのは原稿用紙全268枚の『去年（こぞ）の雪』で、ストーリーや全体の構成は概ね同じという。浅田はこれを1979年に脱稿しているが、発表することなく凍結状態にしており、作家デビュー後に歴史好きの編集者と新選組について話したことでセルフリメイクする運びとなった。
『週刊文春』に1998年9月3日号から2000年3月30日号まで掲載され、文藝春秋より上下巻で2000年に単行本化、2002年に文庫化された。

## あらすじ
幕末の慶応4年1月。鳥羽・伏見の戦いの大勢は決し、幕軍は潰走を始めていた。そんな中、大坂の盛岡藩蔵屋敷に満身創痍の侍が紛れ込む。侍の名は吉村貫一郎。
下級武士として生まれ、貧困にあえぐ家族を救う為に妻子を残して盛岡藩を脱藩し、新選組の隊士となった貫一郎は、朴訥な人柄でありながらも北辰一刀流免許皆伝の腕前を持ち、守銭奴と蔑まれながらも、家族を養う金を得るため危険な任務も厭わず人を斬り続ける。
しかし時代の流れには逆らえず、新選組は鳥羽伏見の戦いで敗走。隊士達が散り散りとなる中、深手を負った貫一郎は何としても故郷への帰藩を請うべく、大坂の南部藩蔵屋敷へと向かうのだが、吉村に対し、蔵屋敷差配役であり吉村の旧友であった大野次郎右衛門は彼に切腹を命じる。
時は流れ、大正4年。北海道出身の記者が、吉村を知る人々から聞き取り調査を行っていた。彼らによって明かされた彼の生涯とは・・・

## 書籍
- 『壬生義士伝』上、文藝春秋、2000年4月。ISBN 978-4-16-319140-9
- 『壬生義士伝』下、文藝春秋、2000年4月。ISBN 978-4-16-319150-8
- 『壬生義士伝』上（『文春文庫』）、文藝春秋、2002年9月。ISBN 978-4-16-764602-8
- 『壬生義士伝』下（『文春文庫』）、文藝春秋、2002年9月。ISBN 978-4-16-764603-5

### オーディオブック（朗読）版
- 『壬生義士伝』上、朗読・平川正三、ことのは出版[1]、2017年2月28日、ISBN 978-4-86421-688-3
- 『壬生義士伝』下、朗読・平川正三、ことのは出版、2017年4月30日、ISBN 978-4-86421-689-0

## テレビドラマ
2002年1月2日、ビックカメラ新世紀ワイド時代劇「壬生義士伝〜新選組でいちばん強かった男〜」（テレビ東京）としてドラマ化された。
ギャラクシー賞選奨・ATP特別賞・橋田賞を受賞した。

### キャスト
- 吉村貫一郎：渡辺謙
- 吉村貫一郎（青年期）：渡辺大
- 吉村嘉一郎：高杉瑞穂
- 斎藤一：竹中直人
- しづ：高島礼子
- しづ（少女期）：安倍なつみ
- 佐助：村田雄浩
- ひさ：岸田今日子
- 大野次郎右衛門：内藤剛志
- 大野次郎右衛門（青年期）：尾上寛之
- 江藤彦左衛門：芦屋雁之助
- みよ：岡本綾
- おその：坂井真紀
- 藤吉：大富士
- 近藤勇：柄本明
- 土方歳三：伊原剛志
- 沖田総司：金子賢
- 伊東甲子太郎：萩原流行
- 永倉新八：遠藤憲一
- 井上源三郎：浅田次郎（特別出演）
- 藤堂平助：斎藤歩
- 原田左之助：大鶴義丹
- 谷三十郎：六平直政
- 芹沢鴨：武井三二
- 平山五郎：國本鐘建
- お梅：木本順子
- 篠原泰之進：伊藤昌一
- 服部武雄：阿藤快
- 坂本龍馬：筧利夫
- おりょう：芥川貴子
- 中岡慎太郎：亀山忍
- 大久保利通：水上保広
- 黒田清隆：沖田さとし
- 中島三郎助：夏八木勲
- 八木源之丞：津川雅彦

### スタッフ
- 脚本：古田求、田村惠
- 監督：松原信吾、長尾啓司
- 音楽：川崎真弘
- 主題歌：CHAGE and ASKA「夢の飛礫」（作詞：CHAGE／作曲：CHAGE、Tom Watts／編曲：十川知司）
- 殺陣：宇仁貫三
- ガンエフェクト：栩野幸知
- 制作者：野田助嗣（松竹）、犬飼佳春（TX）
- プロデュース：佐生哲雄（松竹）、佐々木淳一（松竹）、小川治（TX）
- 制作協力：松竹京都映画
- 製作：テレビ東京、松竹

| テレビ東京 新世紀ワイド時代劇 | テレビ東京 新世紀ワイド時代劇                       | テレビ東京 新世紀ワイド時代劇                                 |
| 前番組                        | 番組名                                              | 次番組                                                        |
| ----------------------------- | --------------------------------------------------- | ------------------------------------------------------------- |
| 宮本武蔵 （2001年）           | 壬生義士伝〜新選組でいちばん強かった男〜 （2002年） | 忠臣蔵〜決断の時 （2003年） ※この作品以後「新春ワイド時代劇」 |

## 映画
2003年には松竹配給により映画化された。製作委員会にはテレビドラマ化したテレビ東京も参加した。
企画段階で監督予定だった盛岡市出身の相米慎二が、2001年9月9日に急死したことから、滝田洋二郎が監督を務めた。
英語版のタイトルは『When the Last Sword Is Drawn』。

### 受賞歴
- 2004年
  - 第27回日本アカデミー賞[3]
    - 最優秀作品賞
    - 最優秀主演男優賞（吉村貫一郎：中井貴一）
    - 最優秀助演男優賞（斎藤一：佐藤浩市）
    - 優秀監督賞（滝田洋二郎）
    - 優秀助演男優賞（大野次郎右衛門：三宅裕司）
    - 優秀助演女優賞（ぬい：中谷美紀）

### あらすじ
明治32年、かつて新選組で剣の腕を誇った斎藤一(はじめ)は、数々の戦いを生き抜き、東京市で貧しく静かに老いていた。ある雪の夜に熱を出した孫息子を背負った斎藤は、金のない者でも快く診ると評判の、夫婦の医者が営む小さな医院に急いだ。その医院で、新選組隊士・吉村貫一郎の古い写真を見かける斎藤。彼の脳裏に、過去の思い出が一気に蘇った。
吉村は盛岡藩の脱藩者で、遅れて新選組に入隊した中年男だった。銭金に貪欲で、儲ける機会を逃さない吉村を見下し、毛嫌いする斎藤。だが、吉村の剣技だけは斎藤も認めていた。
盛岡藩の下級武士だった吉村は、学才と剣の腕を認められ、藩校の助教として藩士の子弟を指導した男だった。しかし、飢饉が続く中、生活が成り立たずに脱藩し、故郷に残した愛する妻子を生かすことだけを考えて金を送り、生きていたのだった。
局中法度に違反して気に沿わぬ隊士を闇討ちする斎藤。それを吉村に見抜かれた斎藤は、口止め料を払う為に彼を家に連れ帰った。そこで斎藤の妾の ぬい が同郷と知り、お国言葉で打ち解ける吉村。
新選組はすでに全盛期を過ぎ、二つに分裂しようとしていた。勤王(倒幕)思想の伊東甲子太郎は、幕府の旗本となった新選組から離脱する為に、剣客の斎藤と吉村を高い報酬で引き抜こうとした。しかし、その場で断る吉村。すでに一度、脱藩している吉村にとって、二度目の裏切りは義の道に反していたのだ。吉村が金銭を断ったことに驚く斎藤。
局長・近藤勇の間者として伊東の側に付く斎藤。伊東は近藤勇や坂本龍馬の暗殺を計画していた。竜馬を切った斎藤は、ぬい に危険が及ばぬように、手切れ金を渡して京を離れろと命じた。別れることなど考えられず、斎藤の去った家で自害する ぬい。
新選組がもはや末期だと承知で出戻る斎藤。新選組は伊東甲子太郎の一派を斬り殺し、幕府軍として鳥羽・伏見の戦いに赴いた。銃で武装し、錦の御旗をかざして迫る薩長連合。総崩れになる新選組の中で斎藤は、吉村に「お前は逃げろ」と耳打ちした。だが、義を重んじる吉村は、たった一人で薩長連合に切り込んで行った。
その夜、重傷を負って盛岡藩の大阪蔵屋敷に転がり込む吉村。生き残った以上は犬死にしたくない、盛岡に帰って妻子に会いたいと帰参を願う吉村に、切腹を迫る差配役の大野次郎右衛門。次郎右衛門と吉村は幼馴染の親友だったが、今や逆賊となった新選組を匿えば、藩の存亡に関わるのだ。吉村を座敷に上げ、刃こぼれした刀の代わりに自分の名刀を与えて、一人にする大野。最後まで家族を思い、生きて会いたいと願う吉村だったが、やがて自分の切れない刀で切腹して果てた。
夜更けの医院で吉村の最後について聞く斎藤。医師は大野次郎右衛門の息子であり、妻の女医は吉村の娘であった。次郎右衛門は幕府軍として出陣して戦死し、妻の兄は、吉村が汚さずに残した名刀を携えて、五稜郭に向かい帰らなかったと話す大野医師。満洲に渡って医者を続けるという大野夫妻に見送られて、斎藤と孫息子は医院を後にした。

### キャスト
- 吉村貫一郎：中井貴一（少年期：山内翼）
- 斎藤一：佐藤浩市
- しづ・大野みつ：夏川結衣（少女期：大平奈津美・幼女期：中山桃）
- ぬい：中谷美紀
- 佐助：山田辰夫
- 大野次郎右衛門：三宅裕司（少年期：椿直）
- 近藤勇：塩見三省
- 土方歳三：野村祐人
- 沖田総司：堺雅人
- 伊東甲子太郎：斎藤歩
- 永倉新八：比留間由哲
- 谷三十郎：神田山陽
- 篠原泰之進：堀部圭亮
- 大久保利通：津田寛治
- 近藤周平：加瀬亮
- 大野千秋：村田雄浩（青年期：伊藤淳史）
- 吉村嘉一郎：藤間宇宙
- 徳川慶喜：伊藤英明
- 園山七三郎：塚本耕司
- 写真屋：木下ほうか
- 門番・定吉：徳井優
- 鍵屋手代：螢雪次朗
- 大野藍之丞：芦屋小雁
- 重臣・並川：城戸裕次
- 重臣・清水：谷口高史
- 伝令・赤羽：安居剣一郎
- 伝令・朝倉：大倉一三
- 重臣：松尾勝人、加藤正記
- 薩摩兵：本山力
- 官軍隊長：真鍋尚晃
- 背山多喜人：矢吹蓮
- 橋本左之助：川井勉史
- 会津軍大将：武井三二
- 薩摩軍大将：木下通博
- 鈴木三樹三郎：池田勝志
- 門番：足立公良
- タネ：小柳友貴美
- 斎藤の孫・実：小阪風真

### スタッフ
- 製作者：大谷信義、菅谷定彦、鞍田暹、俣木盾夫、石川富康、菊池昭雄
- プロデュース：宮島秀司、榎望
- ステディカム：佐光朗
- 照明：長田達也
- 美術：部谷京子
- 装飾：小池直実、中込秀志
- 録音：小野寺修
- 助監督：足立公良
- 音響効果：カモメファン（伊藤進一、小島彩）
- 殺陣：諸鍛冶裕太
- スタントクルー：ジャパンアクションエンタープライズ（夏山剛一、青木哲也、大久保幸治、太田雅之、富永研司、阿部朋矢、小倉敏博、宮川康裕、伊藤俊、斉藤幸治、辻本一樹）
- 隊服デザイン：河底美由紀
- 題字：榊莫山
- 特殊メイク・造型スーパーバイザー：原口智生
- 特殊メイク：山田陽
- 特殊造型：三木康次
- 特殊効果：岸浦秀一
- VFX・CG：ライトハウス、日本エフェクトセンター、虹現フィルム
- MC-MILO撮影・現像：IMAGICA
- 企画協力：文藝春秋
- 製作協力：松竹京都映画
- 製作委員会：松竹、テレビ東京、テレビ大阪、電通、衛星劇場、カルチュア・パブリシャーズ、IBC岩手放送
- 配給：松竹

## 宝塚歌劇団
宝塚歌劇団雪組により2019年5月31日から7月8日まで宝塚大劇場、同年7月26日から9月1日まで東京宝塚劇場で上演された。
脚本・演出は石田昌也、併演作は『Music Revolution!』。

### キャスト
- 吉村貫一郎：望海風斗
- しづ/みよ：真彩希帆
- 大野次郎右衛門：彩風咲奈
- ひさ：梨花ますみ
- 松本良純：凪七瑠海
- ビショップ夫人：舞咲りん
- 谷三十郎：奏乃はると
- 梅早登：早花まこ
- オトラ：沙月愛奈
- 松本幸子：千風カレン
- 佐助：透真かずき
- 土方歳三：彩凪翔
- 近藤勇：真那春人
- 竹若：笙乃茅桜
- 小川信太郎：久城あす
- 伊東甲子太郎：煌羽レオ
- オカネ：杏野このみ
- 斎藤一：朝美絢
- 松乃：愛すみれ
- 八木源乃丞：桜路薫
- 篠原泰乃進：天月翼
- 原田左之助：橘幸
- みつ：朝月希和
- 鍋島栄子：妃華ゆきの
- 永倉新八：真地佑果
- 沖田総司：永久輝せあ
- 写真屋：叶ゆうり
- 大野千秋：綾凰華
- 藤堂平助：諏訪さき
- みつ（少女）：彩みちる
- 近藤周平：眞ノ宮るい
- 池波六三郎：縣千
- 吉村嘉一郎：彩海せら

## 漫画化作品
『コミックチャージ』（角川書店）2007年17号より連載。作画はながやす巧。2010年度の日本漫画家協会賞・優秀賞受賞作。原作に比べ幾分の省略や、漫画として描くのに適した視点や構図にした上での若干のアレンジはあるが、全体的な構成や展開は原作に忠実かつ精緻に描写している。また、第一部に登場する居酒屋の親父の名前を明らかにするなど、補足的にオリジナル要素を付与した部分もある。本作にはアシスタントはおらず、ながやすがひとりで執筆している。
『コミックチャージ』が2009年1月20日付けで廃刊したため、2009年9月9日創刊の『別冊少年マガジン』（講談社）に移籍し、2010年1月9日発売の2月号より第1話からの再連載を開始。第二章はこちらが初の連載となる。2012年3月号にて第二章までの連載が終了した。
そして、第三章は2014年4月17日創刊の隔月刊雑誌型コミックス『画楽.mag』（集英社・ホーム社・画楽ノ杜）に移籍、創刊号から連載が開始された。これに伴い、単行本が集英社から同日に再発売されている。同誌が2015年8月17日発売のVol.9にて休刊。2016年8月5日に本作の公式サイトにて連載が再開されている。
2017年3月に放送された『浦沢直樹の漫勉』シーズン4の第4回にて、本作の執筆現場が放送された。
第四章の原稿が2018年6月22日に執筆完了。第四章は同年7月6日から2019年1月18日まで連載された。
ながやすが脳卒中を発症し執筆が中断されるが、2019年6月には回復し、第五章を執筆。第五章は2020年8月7日から11月20日まで連載された。
2021年6月18日に第六章の執筆が完了。第六章は同年7月2日から同年9月17日まで連載された。
第一章
慶応四年（1868年）の一月。鳥羽・伏見の戦いに敗れ、朝廷の信任も失った幕府軍は総崩れの様相を呈していた。洋式の近代装備を持つ官軍との戦力差は埋め難く、新選組も多くの戦死者を出しながら敗走し武運も戦意も尽きかけていた。雪の降る夜、隊から独り離脱した吉村貫一郎は、満身創痍の身を引きずりながら故郷を目指す途中、偶然にもかつての主家である南部藩の大坂蔵屋敷へと辿り着く。しかし差配役の大野次郎右衛門は終始突き放した物腰で貫一郎に切腹を命じる。再会した無二の親友の冷酷な態度に貫一郎の失意は深まるが、もはや足掻く術も余力も残っていない。通された奥座敷でへたりこむ貫一郎。だがその無念は死に臨む己への嘆きではなかった。
証言〔其の一〕居酒屋『角屋』の親父
時は大正三年（1914年）の七月。夏の長雨が降り続く夜、一人の若者が、東京の神田で学生相手に営む小さな居酒屋を訪れる。彼は店主に世間では「悪役」とされている「新選組」の話を語ってくれるよう頼むのだった。その店主は新選組では貫一郎と同期だった元平隊士で‥‥。
第二章
静寂の中、降り続く雪を奥座敷から眺めながら、武士として戦い続けてきた日々の終焉を悟る貫一郎。命をかけた奮闘も負け戦の徒事に呑まれていく無常は誤魔化しようも無かった。こみ上げてくる挫折感を噛みしめつつ、貫一郎は己の生き様を振り返り、故郷の妻に想いを馳せる。
証言〔其の二〕桜庭弥之介
大隈重信が原敬率いる立憲政友会を選挙で破り、第2次大隈内閣を発足させてからおよそ半年が経った大正三年（1914年）の秋。東京の京橋にて建設会社を営む名士で、同郷人の原の後援会員でもある桜庭弥之介のもとを若者が訪れる。桜庭はかつて貫一郎が藩校の師範を務めていた頃の教え子であり、貫一郎の長男・嘉一郎と、大野次郎右衛門の長男・千秋とは学友でもあった。桜庭は少年時代の記憶を辿り、尊敬を込めて恩師と幼馴染みの思い出を語る。
第三章
暫しのまどろみから覚め、独り座敷に身を預ける貫一郎の心に去来するのは生きることへの想い。郷里の家族へ、藩校の教え子たちへ、次郎右衛門へ、今も戦い続ける全ての者たちへ、生き伸びてほしいと願わずにはいられなかった。戦で傷負い世の無情に屈しようとも、命を軽んずることなく忠孝を尽くすことこそ武士の道と信じる貫一郎の意志は寸分のぶれも無い。ゆえに死中に一片の活無き戦に進もうとする新選組についていくことはできなかった。「壬生狼」と畏怖を込めて蔑まれる新選組の危うさを知るからこそ、上から見下ろした思惑に沿うことの空々しさも、そうする他に生きる術の無い悲哀も解りすぎている。心は諦念に翳ろうとも問わずにはいられなかった。生きることの意味を。
証言〔其の三〕池田七三郎
若者が訪ねたのは東京は渋谷の代々木練兵場の近く、富ヶ谷の一軒家に隠居する元商人の稗田利八。老いたその顔には深い傷跡がある。彼は齢十九の頃、武勇の憧れ赴くままに家を飛び出し、名を池田七三郎と変えて新選組入りした元見習隊士だった。勢い任せに己の道を求める七三郎たち少年隊士の教育係が吉村貫一郎であり、彼と共に過ごした日々は七三郎にとって何より確かな支えだった。ひとたび剣を振るえば最強の修羅、普段は威張らず甘やかさず真摯に後輩たちの面倒を見る気さくな優男。逸りつつも挫けやすい若者たちにとって貫一郎は頼もしくも親しめる父親代わりであり、尊敬する先生であった。血生臭い乱世の真っ直中を、深い薫陶と傷を心身に刻みつけながら駆け抜けた遠き日々の面影が語られる。
第四章
眠っている間に誰かがいつの間にかかけてくれた布団の温もりに包まれながらも、貫一郎の胸中に湧き上がるのは艱難辛苦の記憶。思えば母に誓った幼少の頃から、貫一郎の人生は懸命な努力と過酷な不遇の道だった。妻子を愛すればこそ不憫は深まり、困窮の断崖へ追い込まれていった。逆境に負けず己を高めて身を立てることが正道であり、良き世を作る力と信じるからこそ、どれほど身をやつそうとも生きる道を求め、時代の不実に抗ってきた。新選組の同輩たちも自分と似た境遇の者達だからこそ、守りたかった。それが貫一郎の侍としての誠であり戦いであった。戦いを終えた今はただ、新しい世を生きる子らの幸せを祈るのみ。雪を割り、寒風に向かって咲く北国の花の如くあれと…。
証言〔其の四〕斉藤一
東京は本郷にて隠居暮らしの日々を過ごす元警視庁非職警部の老人・藤田五郎。新選組隊士であった過去を封じる姿勢は頑なで、若者が持参した池田からの紹介状を読んでも証言を拒んだが、吉村の事に限っては意を翻した。酒を酌み交わしながら吉村への嫌悪と戦いの日々を語るその老人こそ、若き時分には数多の命を殺めた剣鬼として新選組の内外で怖れられた斉藤一だった。幕末から明治にかけて幾度も死線をかいくぐり、人も世も己自身をも嫌悪の眼差しで見据えてきた彼にとって、吉村貫一郎は他の誰とも違い、他の誰よりも愛憎の入り混じる人物であり、完敗を思い知らされた剣客でもあった。虚飾めいた体裁や権威を嫌い、空ろな情に背を向け、力業の合理のみ信じて生き抜いてきた反骨漢が見届けた貫一郎の軌跡は、老いてなお深く心に刻まれている。荒ぶる孤高の士魂をも震わせた貫一郎の仁義が語られる。

### 漫画単行本
原作：浅田次郎／漫画：ながやす巧『壬生義士伝』
角川書店版〈KADOKAWA CHARGE COMICS〉
1. 2008年5月2日発行、ISBN 978-4-04-725032-1 - 浦沢直樹からの帯コメントあり。
2. 2008年9月5日発行、ISBN 978-4-04-725046-8 - 井上雄彦からの帯コメントあり。

講談社版〈KCデラックス〉
1. 2010年7月23日発行、ISBN 978-4-06-375955-6 - 巻末に連載時の扉絵を収録。角川版と同じく、浦沢直樹による新規の帯コメントあり。
2. 2011年4月8日発行、ISBN 978-4-06-376044-6 - 巻末に連載時の扉絵を収録。ちばてつや、森川ジョージからの寄稿イラストと帯コメントあり。
3. 2011年9月9日発行、ISBN 978-4-06-376124-5 - 永井豪、藤沢とおるからの寄稿イラストと帯コメントあり。
4. 2012年4月9日発行、ISBN 978-4-06-376604-2

集英社版〈ホーム社書籍扱コミックス〉
1. 2014年4月17日発行（同日発売[7][20]）、ISBN 978-4-83-428430-0
2. 2014年4月17日発行（同日発売[7][21]）、ISBN 978-4-83-428431-7
3. 2014年4月17日発行（同日発売[7][22]）、ISBN 978-4-83-428432-4
4. 2014年4月17日発行（同日発売[7][23]）、ISBN 978-4-83-428433-1
5. 2014年12月17日発行（12月12日発売[24]）、ISBN 978-4-83-428439-3
6. 2016年12月16日発売[25]、ISBN 978-4-8342-8463-8
7. 2017年3月16日発売[26]、ISBN 978-4-8342-8470-6
8. 2018年11月19日発売[27]、ISBN 978-4-8342-8490-4
9. 2019年4月19日発売[28]、ISBN 978-4-8342-8496-6
10. 2020年12月18日発売[29]、ISBN 978-4-8342-8511-6
11. 2021年10月19日発売[30]、ISBN 978-4-8342-8519-2
12. 2022年8月19日発売[31]、ISBN 978-4-8342-8529-1
13. 2023年7月19日発売[32]、ISBN 978-4-8342-8532-1